# تک‌شاخ سیبری

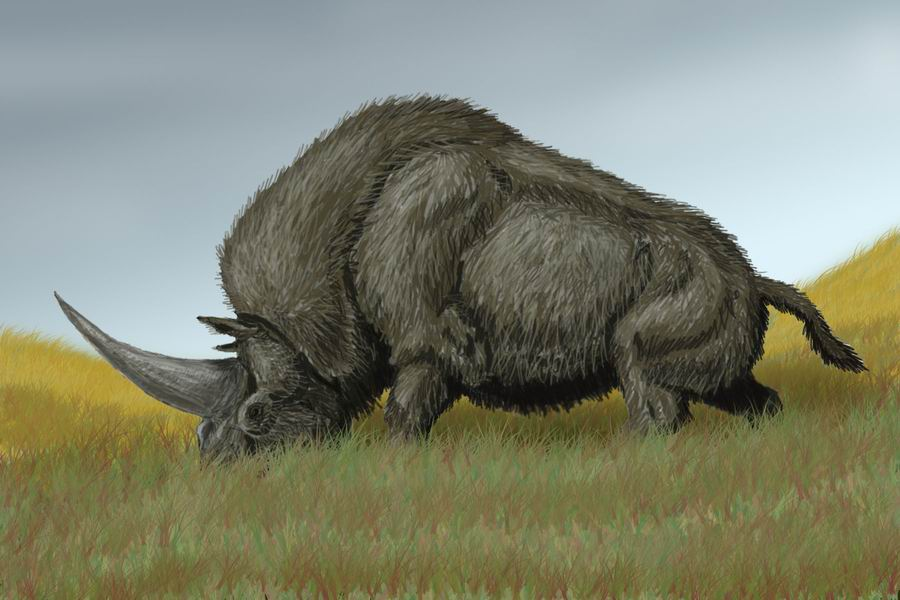
تک‌شاخ سیبری

تک‌شاخ سیبری (نام علمی: Elasmotherium) سرده‌ای منقرض‌شده از خانوادهٔ کرگدن است که از اواخر دورهٔ میوسن تا دورهٔ پلیستوسن در اوراسیا می‌زیست و دست‌کم تا ۳۹ هزار سال پیش یعنی تا دورهٔ پلیستوسن پسین روی زمین وجود داشت. تک‌شاخ سیبری آخرین عضو بازماندهٔ الاسموترینا (Elasmotheriinae) بود که گروهی متمایز از کرگدن است و با گروهی که شامل کرگدن‌های موجود امروزی (Rhinocerotinae) است تفاوت دارد. بر اساس فسیل‌ها و شواهد مولکولی تخمین زده می‌شود که این دو گروه از کرگدن، حداقل ۳۵ میلیون سال پیش از یکدیگر جدا شده‌اند.
تاکنون پنج گونه از این سرده شناسایی شده‌اند. این سرده اولین بار در دورهٔ میوسن پسین در چین ظاهر شده که احتمالاً از چینی‌دد تکامل پیدا کرده بوده و پس از آن به استپ پونتیک-کاسپین، قفقاز و آسیای مرکزی رسیده است. گونه‌ای از این سرده که بیشتر برای ما شناخته‌شده است، گونه‌ای به نام E. sibiricum است که به آن تک‌شاخ سیبری هم گفته می‌شود که هم‌اندازهٔ ماموت بوده و باور بر این است که یک شاخ بزرگ و کلفت روی پیشانی‌اش داشته است. الاستومرس مانند تمام کرگدن‌ها گیاهخوار بوده اما برخلاف سایر کرگدن‌ها و سم‌داران (به جز برخی جنوب‌سمان) دندان‌های آسیای بزرگ این گونه همواره رشد می‌کرده که احتمالاً برای سازگاری با چریدن بوده است. پاهای الاستومرس از پاهای دیگر کرگدن‌ها درازتر بوده و برای تاخت‌رفتن سازگاری یافته بوده و باعث می‌شده که الاستومرس در گام برداشتن شبیه به اسب باشد. 
تک‌شاخ سیبری چهار تن وزن داشت و از نوعی علف خشک و سفت تغذیه می‌کرد.

## انقراض
با پایان آخرین عصر یخبندان و گرم‌شدن زمین در حدود ۴۰ هزار سال پیش، تک‌شاخ سیبری منقرض شد. این انقراض به معنی پایان حیات کل جمعیت این گونه از کرگدن بود.